# 思源杯プロ囲棋戦
思源杯プロ囲棋戦（しげんはいぷろいきせん、思源盃職業圍棋賽）は、台湾の囲碁の棋戦。2009年に開始。
- 主催 台湾棋院
- 優勝賞金 8万元

## 方式
- トーナメント戦で行われる。
- コミは6目半。
- 持時間は各1時間、30秒の秒読み3回。

## 歴代優勝者と決勝戦
（左が優勝者）
1. 2009年 廖冠泓 - 王元均
2. 2011年 蕭正浩 - 王元均
3. 2012年 周俊勲 - 王元均
4. 2013年 楊博崴 - 王元均